# Геологія Філіппін
Філіппінський архіпелаг приурочений до місця зчленування трьох рухливих поясів: східної околиці Середземноморського, Західно-Тихоокеанського і Меланезійського. Розташований між двома активними сейсмічними зонами, які починаються від осі глибоководних жолобів — Манільського, Негрос і Котобато на заході і Філіппінського на сході. Архіпелаг є північною ланкою в системі острівних дуг, що обрамляють південно-східну частину Азії. Територія Філіппін має кайнозойський тектогенез і складена породами океанічної кори і острівних дуг: рифовими вапняками, флішем і моласою. Найдавніші г.п. Філіппінського архіпелагу — кам'яновугільно-пермські і тріасово-середньоюрські кристалічні сланці, мармури, кварцити, а також амфіболіти, кременисті і глинисті сланці з прошарками граувак — розвинені на о-вах Палаван, Міндоро, Мінданао, а також на п-ові Замбоанга. Породи інтенсивно деформовані і прорвані інтрузіями гранітів і діоритів. Конґломерати, пісковики, ґрауваки і глинисті сланці пізньої юри відомі тільки на о. Міндоро. Наступний структурний поверх об'єднує осадові товщі верхнего мезозою — нижненого кайнозою, що складають гірські ланцюги Центральні Кордильєри і Сьєрри-Мадре на о. Лусон та всіх великих о-вах архіпелагу. Основний розріз представлений крейдо-олігоценовими ґрауваками, сланцевими і кременисто-спілітовими товщами, а також ультрамафітами і габроїдами офіолітового комплексу.
Андезит-кератофіровий комплекс порід пізнього олігоцену розвинений на о. Мінданао і у східній частині району Вісаян. Міоцен-пліоценові відклади представлені потужними складчастими теригенно-карбонатними моласами, які наповнюють міжгірські прогини, та вулканогенними товщами. На сході архіпелагу переважають породи вапняно-лужної серії, представлені андезитами, дацитами, ліпаритами і діоритами, а також осадові породи морських, прибережно-морських і континентальних фацій; в західній частині розвинені глинисто-карбонатні відклади з прошарками пісковиків і конґломератів. Вулканогенні породи відсутні. Сучасна структура архіпелагу сформувалася у пізньому кайнозої.
У 2010-х роках геологи, під час дослідження тектонічних плит поблизу Філіппін, виявили сліди стародавнього океану. Стародавнє море, яке назвали Східноазійським, мало площу близько 15 мільйонів км2 та простягалось між Тихим та Індійським океанами. Причиною зникнення античного моря вчені називають тектонічні процеси. Мільйони років тому море могла «поглинути» земна поверхня, коли тектонічна плита заглибилась у мантію.